# Jeckenbach
Jeckenbach település Németországban, Rajna-vidék-Pfalz tartományban. Lakosainak száma 207 fő (2023. december 31.).

## Népesség
A település népességének változása:
| Lakosok száma | 365  | 217  | 211  | 209  | 207  | 207  |
|               | 1975 | 2017 | 2019 | 2021 | 2022 | 2023 |